# Campionati cechi di ski cross 2011
I Campionati cechi di ski cross 2011 si sono svolti a Spindleruv Mlyn il 26 marzo. Il programma ha incluso sia la gara femminile che la gara maschile. 
Trattandosi di competizioni valide anche ai fini del punteggio FIS, vi hanno partecipato anche sciatori di altre federazioni, senza che questo consentisse loro di concorrere al titolo nazionale ceco.

## Risultati

### Uomini
| Pos. | Atleta        | Nazione   |
| ---- | ------------- | --------- |
| 1    | Thomas Kraus  | Rep. Ceca |
| 2    | Filip Flisar  | Slovenia  |
| 3    | Petr Takac    | Rep. Ceca |
| 4    | Jakub Kopřiva | Rep. Ceca |

### Donne
| Pos. | Atleta            | Nazione   |
| ---- | ----------------- | --------- |
| 1    | Nikol Kučerová    | Rep. Ceca |
| 2    | Karolina Riemen   | Polonia   |
| 3    | Tereza Kacířová   | Rep. Ceca |
| 4    | Zaza Faric        | Slovenia  |
| 5    | Štěpánka Lučanová | Slovenia  |